# Gerd Gudehus
Gerd Gudehus (* 23. Juli 1938 in Hamburg) ist ein deutscher Ingenieurwissenschaftler, der sich mit Bodenmechanik und Grundbau beschäftigt.

## Leben
Gudehus ist der Sohn eines Bauingenieurs. Er studierte an der TU Berlin, wo er 1962 sein Diplom erwarb und bei Hans Lorenz promoviert wurde. Ab 1968 war er bei Hans Leussink an der Universität Karlsruhe, wo er sich 1972 habilitierte und 1973 ordentlicher Professor für Grundbau und Bodenmechanik wurde. Er war von 1973 bis zu seiner Emeritierung 2006 Leiter des Instituts für Bodenmechanik und Felsbau.
Ein Schwerpunkt der Forschungen von Gudehus ist die bodenmechanische Grundlagenforschung, mit breiter interdisziplinärer Ausrichtung. In Karlsruher führte er außerdem die seit Mitte der 1980er Jahre bestehenden Sonderforschungsbereiche Silobauwerke und Erhalten historischer Bauwerke (unter geotechnischen Aspekten). In den 1990er Jahren befasste er sich in seinem Institut auch schwerpunktmäßig mit Erdbebengefährdung und geotechnischen Problemen, die sich aus der Rekultivierung der Bergbaufolgelandschaften in der ehemaligen DDR ergaben.
1991 erhielt er den Max-Planck-Forschungspreis. 2006 wurde er Ehrenmitglied der Deutschen Gesellschaft für Geotechnik (DGGT). Er war Leiter der Fachsektion Bodenmechanik und des Arbeitskreises Sicherheit im  Grundbau der DGGT und Obmann des DIN-Ausschusses NA Bauwesen – Sicherheit im Grundbau. 1995 wurde er Ehrendoktor der TH Danzig.

## Schriften
- Bodenmechanik, Stuttgart, Enke Verlag 1981
- Physical Soil Mechanics, Springer 2010, ISBN 354036353X
- Constitutive laws for soils from a physical viewpoint, in: Ulrich Smoltczyk (Herausgeber) Geotechnical Engineering Handbook, Band 1, Ernst und Sohn, 2002, S. 207–257
- Herausgeber: Geotechnik in der Denkmalpflege, Sonderheft der Publikationsreihe der BMFT Verbundforschung zur Denkmalpflege, Ernst und Sohn, 1994
- Die raue Welt der Bodenmechanik, Abschiedsvorlesung Karlsruhe 2008, pdf